# Grotella
Grotella is een geslacht van vlinders van de familie Uilen (Noctuidae), uit de onderfamilie Stiriinae.

## Soorten
- G. binda Barnes, 1907
- G. blanca Barnes, 1904
- G. blanchardi Mc Elver, 1966
- G. citronella Barnes & McDunnough, 1916
- G. dis Grote, 1883
- G. grisescens Barnes & McDunnough, 1910
- G. harveyi Barnes & Benjamin, 1922
- G. margueritaria Blanchard, 1968
- G. olivacea Barnes & McDunnough, 1911
- G. parvipuncta Barnes & McDunnough, 1912
- G. sampita Barnes, 1907
- G. septempunctata Harvey, 1874
- G. soror Barnes & McDunnough, 1912
- G. strechi Barnes & Benjamin, 1922
- G. tricolor Bernard, 1904
- G. vagans Barnes & Benjamin, 1922
- G. vauriae Mc Elvare, 1950